# 紫野千家流
紫野千家流（むらさきのせんけりゅう）は、日本の茶道の流派のひとつ。正式には武家流紫野千家流（ぶけりゅう-）という。尾張徳川家の家老家に伝わった今沢流の系譜である。

## 概説
初代家元秋野月紫ははじめ、尾張徳川家家老家に伝わる大徳寺派の流れをくむ今沢流で茶を学んだ。後に今沢流の家元の死去で、表千家・大日本茶道学会といった流派を移りながら修行したが、表千家の顧問から勧められて一派をひらいた。
防衛大学校茶道部には1955年（昭和30年）の創部以来関わっていたが2006年（平成18年）に秋野が死去。防衛大学校茶道部は表千家を迎えることとなった。現在は紫野流と名乗って娘や弟子を中心に自衛隊駐屯所や一般教室にて存続している。